# УПАР
«УПАР» (Учебный ПАРитель) — планёры, сконструированные в 1932 году руководителем Центрального бюро планерных конструкций (ЦБПК) О. К. Антоновым. Проектировались и производились в двух вариантах: ПС-1 (ОКА-П) и ПС-2 (ОКА-12), имевшими некоторые отличия.

## Описание

### ПС-1
Заменив крылья от УС-3 на крыло большего размаха с приближенной к эллиптической форме и некоторым увеличением вертикального оперения, а также поворотный руль и съёмный обтекатель кабины планера УС-4 на другие, специального типа, удалось достигнуть взаимозаменяемость частей этих двух планеров. При этом была оставлена складная и расчаленная хвостовая балка, бывшая в комплектации этих планеров.

### ПС-2
Конкретные отличия от предыдущей модели, насколько известно, были невелики. Производился в том же количестве что и ПС-1.

### Модификации
Впоследствии ПС-1 и ПС-2 иногда переделывались на двухместные в основном кустарным способом. В частности А. О. Дабахов из планера ПС-1 сделал биплан и А. Ю. Маноцков создал экспериментальный планер с подрессоренным крылом «Кашук».

## История
Во время VIII ВПС (8-е Всесоюзные планерные состязания 1932 года) мастер планерного спорта С. Ф. Гавриш на планере ПС-1 увеличил всесоюзный рекорд высоты для планеров всех типов до 2230 метров, другой мастер С. Н. Анохин продержался в полёте 15 часов 47 минут.
Планерный завод центрального совета Осоавиахима (ЦС ОАХ) представил на X ВПС (10-е Всесоюзные планерные состязания 1934 года) построенные по вариантам серийного парителя ПС-2 усовершенствованные планеры серии БС. Например, планер БС-3 был усилен настолько, что на нём производились основные фигуры высшего пилотажа.

## Технические характеристики

### ПС-1
- Длина, м: 5,76
- Относительное удлинение: 11,20
- Высота, м: ?
- Размах крыла, м: 13,80
- Площадь крыла, м{\displaystyle ^{2}}: 17,05
- Удельная нагрузка, кг/м{\displaystyle ^{2}}: 10,80
- Профиль крыла: ?
- Масса, кг: 103,60 (пустого), 183,60 (полётная)
- Максимальное аэродинамическое качество: 14,40
- Экипаж, чел: 1